# Фрейзер, Кристал
Кристал Фрейзер (англ. Crystal Frasier) — американская художница и геймдизайнер, известная своей работой над Pathfinder Roleplaying Game. Автором веб-комикса Venus Envy, выходившем с 2001 по 2014 годы, в котором главным персонажем является транс-женщина. Фрейзер сама является транс-женщиной и с её слов - интерсекс-человеком.

## Ранние годы
Фрейзер выросла в маленьком городке в штате Флорида. В начальной школе она начала писать рассказы и рисовать комиксы, в средней школе она рисовала комиксы для школьной газеты. В старших классах она написала фанфик по «Сейлор Мун», начала вести игровой блог, а ее первая оплачиваемая статья была в игровом журнале. Фрейзер окончила Художественный институт Сиэтла и Новый колледж Флориды.

## Карьера
В декабре 2001 года Фрейзер запустила веб-комикс Venus Envy под псевдонимом Эрин Линдси.
С 2009 по 2014 годы она работала в отделе геймдизайна Paizo Inc. В 2015 году стала в компании разработчиком видеоигр. В 2016 году начала работать над проектом Mutants & Masterminds, флагманской РПГ от Green Ronin Publishing. В качестве дизайнера она также работала над The Harrowing и In Hell's Bright Shadow. Фрейзер создала первого культового трансгендерного персонажа во вселенной Pathfinder, Шардру Гелтл (англ. Shardra Geltl). Также она работала над комиксами, основанными на Pathfinder, такими как серия Spiral of Bones and Dynamite.
В 2016 году Фрейзер была объявлена избранным ведущим Gen Con Industry Insider. В 2018 году она покинула команду разработчиков Paizo, чтобы «сосредоточиться на своей фрилансерской карьере».
В январе 2021 года Oni-Lion Forge заявили, что в августе 2021 года выйдет графический роман «Cheer Up!», написанный Фрейзер и проиллюстрированный Вэлом Уайзом (англ. Val Wise). Графический роман был охарактеризован Barnes & Noble как «милый, странный подростковый роман, идеально подходящий для поклонников Fence и Check, Please!».
В феврале 2021 года было объявлено, что Фрейзер была одним из сценаристов специального выпуска DC Comics Love Is a Battlefield, работая с Хуаном Гедеоном (англ. Juan Gedeon) над историей, в которой Чудо-женщина и Стив Тревор проводят «свидание, которое неизбежно принимает супергеройский оборот. В марте 2021 года было заявлено, что Фрейзер является один из соавторов комикса Gamma Flight от Marvel Comics. Фрейзер ранее работала в Marvel в 2020 году над комиксом The Immortal Hulk. Фрейзер является одним из авторов грядущего справочника по Dungeons & Dragons «Van Richten's Guide to Ravenloft».

## Личная жизнь
Фрейзер сделала каминг-аут как транс-женщина, когда работала на Paizo. В ноябре 2020 года она написала в Твиттере, что является интерсекс-человеком.